# Declan Chisholm
Declan Chisholm, född 12 januari 2000, är en kanadensisk professionell ishockeyback som är kontrakterad till Winnipeg Jets i National Hockey League (NHL) och spelar för Manitoba Moose i American Hockey League (AHL). Han har tidigare spelat för Peterborough Petes i Ontario Hockey League (OHL).
Chisholm draftades av Winnipeg Jets i femte rundan i 2018 års draft som 150:e spelare totalt.

## Statistik
| 2015–2016  | Don Mills Flyers   | GTHL       | 63  | 10 | 23  | 33  | 50 | 5  | 0 | 3 | 3 | 2 |
| 2016–2017  | Peterborough Petes | OHL        | 41  | 1  | 4   | 5   | 6  | 12 | 0 | 1 | 1 | 0 |
| 2017–2018  | Peterborough Petes | OHL        | 47  | 3  | 17  | 20  | 16 | —  | — | — | — | — |
| 2018–2019  | Peterborough Petes | OHL        | 67  | 5  | 43  | 48  | 32 | 5  | 2 | 2 | 4 | 2 |
| 2019–2020  | Peterborough Petes | OHL        | 59  | 13 | 56  | 69  | 33 | —  | — | — | — | — |
| 2020–2021  | Manitoba Moose     | AHL        | 28  | 2  | 11  | 13  | 18 | —  | — | — | — | — |
| 2021–2022  | Winnipeg Jets      | NHL        | 1   | 0  | 0   | 0   | 0  | —  | — | — | — | — |
|            | Manitoba Moose     | AHL        | 27  | 6  | 8   | 14  | 6  | —  | — | — | — | — |
| NHL totalt | NHL totalt         | NHL totalt | 1   | 0  | 0   | 0   | 0  | —  | — | — | — | — |
| AHL totalt | AHL totalt         | AHL totalt | 55  | 8  | 19  | 27  | 24 | —  | — | — | — | — |
| OHL totalt | OHL totalt         | OHL totalt | 214 | 22 | 120 | 142 | 87 | 17 | 2 | 3 | 5 | 2 |

### Internationellt
| Källa: Uppdaterad: 2022-01-14 | Källa: Uppdaterad: 2022-01-14 | Källa: Uppdaterad: 2022-01-14 |         | Utv = Utvisningsminuter | Utv = Utvisningsminuter | Utv = Utvisningsminuter | Utv = Utvisningsminuter | Utv = Utvisningsminuter |
| År                            | Lag                           | Mästerskap                    | Matcher | Mål                     | Assists                 | Poäng                   | Utv                     |                         |
| ----------------------------- | ----------------------------- | ----------------------------- | ------- | ----------------------- | ----------------------- | ----------------------- | ----------------------- | ----------------------- |
| 2016                          | Kanada                        | Ungdoms-OS, vinter            | 6       | 0                       | 2                       | 2                       | 0                       |                         |
| Junior totalt                 | Junior totalt                 | Junior totalt                 | 6       | 0                       | 2                       | 2                       | 0                       |                         |